# Basi di pronto intervento umanitario delle Nazioni Unite
Le Basi di pronto intervento umanitario delle Nazioni Unite, note con l'acronimo UNHRD (dall'inglese United Nations Humanitarian Response Depot), sono un network di sei piattaforme logistiche dislocate in sei regioni strategiche del mondo. Le basi si trovano a Brindisi (Italia), Dubai (Emirati Arabi Uniti), Accra (Ghana), Panama (Panama), Kuala Lumpur (Malesia) e Las Palmas (Spagna). 
Gestito dal World Food Programme (WFP), il Network UNHRD ha attualmente accordi di partenariato con 101 organizzazioni, tra cui agenzie ONU, governative e non governative (ONG). Attraverso il pre-posizionamento di beni di prima necessità e di attrezzature logistiche, UNHRD permette a queste organizzazioni di intervenire nelle aree di crisi per assistere le popolazioni colpite da disastri naturali o da altro tipo di emergenze umanitarie. 

## Le origini
L’attuale Network UNHRD nasce da un’iniziativa dell’Italia a metà degli anni '80: mettere a disposizione delle Nazioni Unite le sue strutture nelle installazioni aeroportuali militari per pre-posizionare generi di primo soccorso e attrezzature per le operazioni umanitarie. Sulla base del successo di questo modello, il WFP ha trasformato questo deposito in una piattaforma logistica per la preparazione e la risposta alle emergenze e lo ha replicato in altri cinque paesi.
In linea con la riforma delle Nazioni Unite volta a sviluppare un sistema di coordinamento e delle strutture umanitarie più efficiente, UNHRD migliora l'efficienza e l'efficacia dell'assistenza umanitaria con il mandato di "assistere le popolazioni che vivono in paesi colpiti da disastri naturali o emergenze complesse attraverso il preposizionamento di beni umanitari e il loro rapido invio nei paesi colpiti".

## Storia
La prima base UNHRD fu inaugurata nel 2000 a Brindisi, all'interno dell'Aeroporto militare "O. Pierozzi", a seguito della chiusura del Deposito rifornimenti delle Nazioni Unite (UNSD) di Pisa, che era gestito dall'Ufficio delle Nazioni Unite per il coordinamento degli affari umanitari (OCHA). In quello stesso periodo OCHA cessò le proprie operazioni per concentrarsi sulla coordinazione delle organizzazioni umanitarie così il Comitato Permanente Inter-Agenzie (Inter-Agency Standing Committee, IASC) affidò la gestione di UNHRD al World Food Programme. 
Con il trasferimento da Pisa a Brindisi e con il passaggio di gestione da OCHA a WFP, UNHRD si è trasformato da semplice deposito di beni umanitari ad una piattaforma logistica a disposizione di tutta la comunità umanitaria, fuori e dentro le Nazioni Unite, per intervenire rapidamente nell'aree d'emergenza.
A partire dal 2006, per rispondere meglio ai propri bisogni e a quelli delle organizzazioni partner, il WFP iniziò a replicare il 'modello Brindisi' creando altre basi simili in regioni strategiche del mondo. Con le basi in Africa, Medio Oriente, Asia sud-orientale e America Latina è nato il Network UNHRD. Le sei basi sono state scelte per la loro facilità di accesso ad aeroporti, porti e infrastrutture stradali in modo da avere a disposizione un'ampia gamma di metodi di trasporto.

## Funzioni
Quando governi, agenzie ONU e ONG vogliono rispondere velocemente e efficacemente ad una catastrofe, possono ricorrere a beni d’emergenza immediatamente disponibili nei magazzini di UNHRD. Preposizionando generi di primo soccorso, la comunità umanitaria può contare su UNHRD per correre in aiuto delle popolazioni colpite e degli operatori sul campo già all’inizio di un’emergenza, spesso arrivando nella prime 24-48 ore, o nel corso di crisi protratte. UNHRD offre una vasta gamma di servizi logistici, sotto forma di una ‘piattaforma unica’ a disposizione dei suoi partner per l’immagazzinamento, acquisto, trasporto, gestione, prestito di beni tra organizzazioni, assistenza tecnica sul campo ed esercitazioni.

## Dati
Inizialmente, cinque organizzazioni umanitarie avevano un accordo di partenariato con UNHRD, tra cui l'Organizzazione mondiale della sanità (OMS) e lo stesso World Food Programme. Negli anni questo numero è cresciuto fino ad arrivare, nel 2018, a 88 organizzazioni partner. 
Nel 2017, le sei basi del Network UNHRD hanno gestito un totale di 575 operazioni in 95 paesi servendo 36 partner. Le principali emergenze umanitarie in cui sono intervenute sono in risposta all'uragano Irma, la crisi dei rifugiati Rohingya in Bangladesh e dei rifugiati sudsudanesi in Uganda.